# Căsătoria secretă

Singura lucrare a lui Cimarosa care trebuie interpretată în mod regulat, este probabil una dintre cele mai mari opera buffa  (opera amuzantă) din secolul al XVIII-lea, în afară de cele ale lui Mozart . Premiera sa a fost prilejul celui mai lung bis din istoria operei; Leopold al II-lea a fost atât de încântat încât a ordonat să fie servită cina companiei și întreaga operă să fie repetată imediat după.
Premiera italiană a operei a avut loc la Scala din Milano pe 17 februarie 1793, cu Maria Gazzotti în rolul Carolina și Vincenzo Del Moro în rolul lui Paolino. Pe 23 mai, același an, a sosit la Teatre de la Santa Creu din Barcelona. Anglia a văzut lucrarea pentru prima dată la 11 ianuarie 1794 la The King's Theatre ( Teatrul Regelui)  din Londra, iar în 6 august următoare, a fost interpretată pentru prima dată în Portugalia la Teatro Nacional ( Teatrul National)  de São Carlos din Lisabona, cu Domenico Caporalini în rolul Carolina și Luigi Bruschi ca Paulino. Premiera franceză a fost susținută de Théâtre-Italien din Paris la 10 mai 1801, cu Teresa Strinasacchi Avogadro în rolul Carolina și Gustavo Lazzarini în rolul lui Paolino.
Il matrimonio segreto a fost interpretat pentru prima dată în Statele Unite ale Americii  la Opera Italiană din New York pe 8 ianuarie 1834. Opera Metropolitană a prezentat lucrarea pentru prima dată la 25 februarie 1937, cu Muriel Dickson în rolul Carolina, George Rasely în rolul Paolino, Natalie Bodanya în rolul Elisetta, Julius Huehn în rolul Robinson și Ettore Panizza dirijor.

## Roluri
| Roluri         | Tip de voce              | Premieră 7 Februarie 1792 Diriijor : Domenico Cimarosa |
| -------------- | ------------------------ | ------------------------------------------------------ |
| Carolina       | soprano                  | Irene Tomeoni                                          |
| Elisetta       | soprano or mezzo-soprano | Giuseppina Nettelet                                    |
| Fidalma        | mezzo-soprano            | Dorothea Bussani                                       |
| Paolino        | tenor                    | Santi Nencini                                          |
| Geronimo       | bass                     | Giambattista Serafino Blasi                            |
| Count Robinson | bass                     | Francesco Benucci                                      |

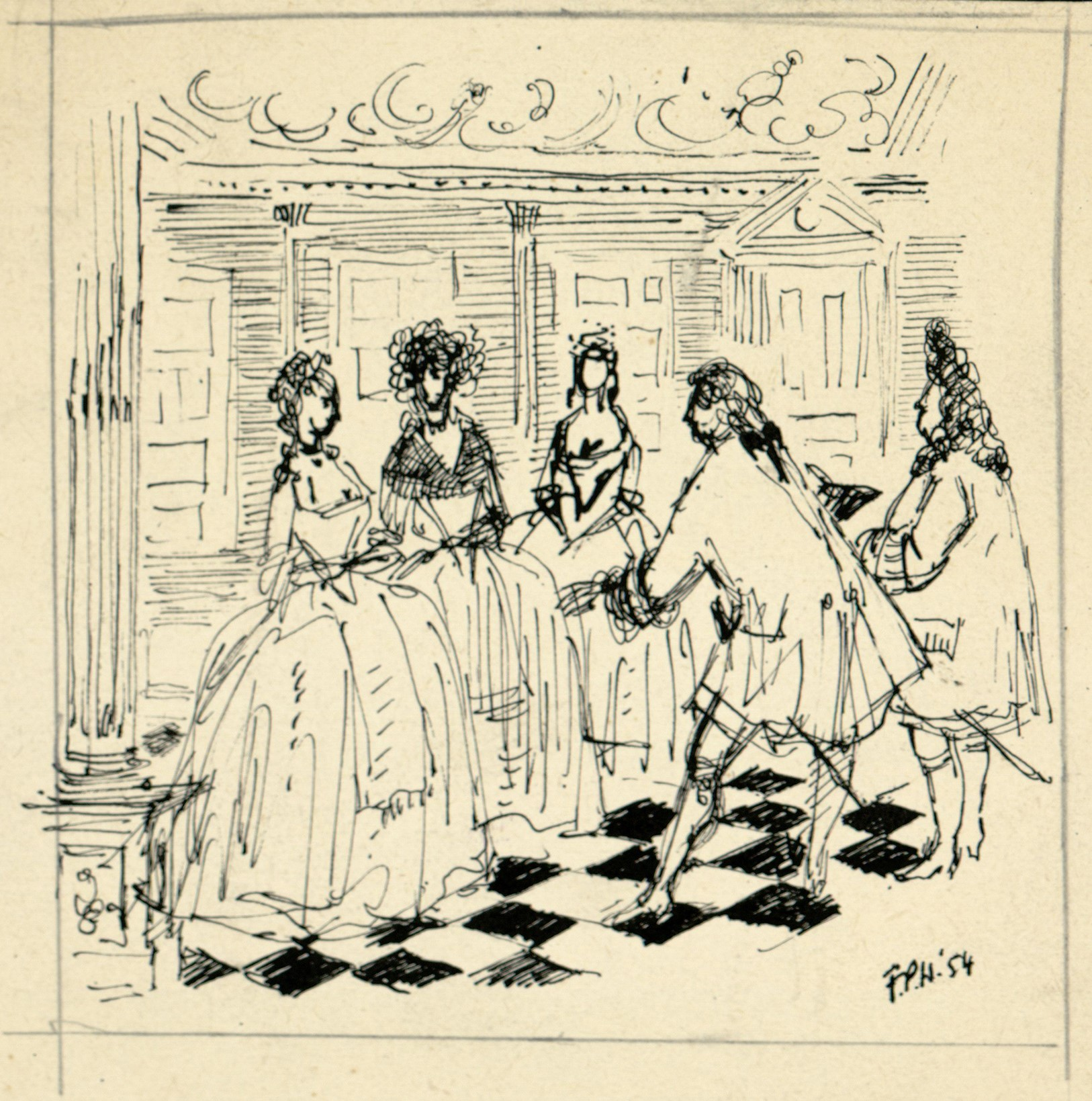
Design pentru coperta libret, 1954

Suntem în gospodăria lui Geronimo, un cetățean bogat din Bologna; are două fiice, Elisetta și Carolina, și o soră Fidalma, care conduce gospodăria. Mai are și o tânără secretară, Paolino, care este căsătorită în secret cu fiica mai mică, Carolina.

### Actul 1
Paolino lucrează pentru a aranja un contract de căsătorie între Elisetta și patronul său, contele Robinson, sperând că, de îndată ce fiica mai mare a lui Geronimo va fi bine căsătorită, căsătoria lui cu cea mai mică va fi acceptabilă. Contele Robinson a scris o scrisoare în care își exprimă interesul – tentat de zestrea substanțială a Elisetei – și Geronimo este încântat să creadă că fiica lui va fi Contesă („Udite, tutti udite”). Fidalma îi mărturisește nepoatei sale că și ea este îndrăgostită, dar doar dezvăluie publicului într-o parte că are ochii pe Paolino („È vero che in casa”).
Când sosește Contele, este dezamăgit să constate că nu Carolina i s-a oferit („Senza tante ceremonie”). Îi spune lui Paolino că se va mulțumi cu o zestre mai mică și îl trimite să aranjeze meciul. Carolina nu îndrăznește să-i spună contelui că este căsătorită, așa că atunci când recunoaște că nu are iubit, îl entuziasmează și mai mult; ea încearcă să-l convingă că nu are nicio dorință sau calificare să fie contesă („Perdonate, signor mio”), dar el continuă să o urmărească. Elisetta îi acuză pe amândoi că au trădat-o, iar zarva o atrage pe Fidalma care se alătură Carolinei în încercarea de a o liniști pe Elisetta („Lasciatemi, signore”); fiecare încearcă deodată să-și explice sentimentele confuzului și exasperatului Geronimo („Orsù, saper conviene”).
Geronimo insistă că contele trebuie să-și onoreze contractul și să se căsătorească cu Elisetta, dar contele refuză. Când se oferă să accepte o zestre mai mică cu mâna Carolinei, Geronimo este încântat să economisească față și bani – atâta timp cât Elisetta este de acord.
Paolino este supărat și se aruncă în mila lui Fidalma, dar este uimit să constate că ea speră să se căsătorească cu el; el leșina, dându-i ideea că îi întoarce emoția și făcându-i pe Carolina să creadă că a fost trădată, dar el promite că vor părăsi casa în zori și se vor refugia în casa unei rude.
Contele îi spune Elisetei toate obiceiurile sale proaste și defectele fizice, în speranța că ea îl va respinge, dar ea rămâne fermă - și în cele din urmă mărturisește că nu o poate accepta. Nici Geronimo nu o poate convinge. Fidalma sugerează să o trimită pe Carolina la o mănăstire, iar Geronimo este de acord. Carolina are inima zdrobită și încearcă să-i mărturisească contelui situația ei, dar sunt întrerupți de sora ei, mătușa ei și tatăl ei, care sunt bucuroși că i-au prins împreună, iar Geronimo îl trimite pe Paolino cu o scrisoare către Maica Superioră.
După un final strălucit și farsic, Paolino și Carolina mărturisesc în sfârșit că sunt căsătoriți de două luni; Geronimo și Fidalma sunt furioși, dar contele și Elisetta îi sfătuiesc să-i ierte pe tinerii căsătoriți, adăugând că ei înșiși se vor căsători până la urmă.

## Înregistrări
- 1951: Alda Noni, Ornella Rovere, Giulietta Simionato, Cesare Valletti, Sesto Bruscantini, Antonio Cassinelli – Orchestra del Maggio Musicale Fiorentino, Manno Wolf-Ferrari – (Warner Fonit)
- 1956: Graziella Sciutti, Eugenia Ratti, Ebe Stignani, Luigi Alva, Franco Calabrese – Orchestra del Teatro alla Scala, Nino Sanzogno – (EMI)
- 1978: Arleen Auger, Júlia Várady, Julia Hamari, Ryland Davies, Dietrich Fischer-Dieskau, Alberto Rinaldi – Orchestra de cameră engleză, Daniel Barenboim [1] – (Deutsche Grammophon)
- 1991: Susan Patterson, Janet Williams, Gloria Banditelli, William Matteuzzi, Petteri Salomaa, Alfonso Antoniozzi, Orchestra of the Eastern Netherlands, Gabrielle Bellini – (Arts Music)
- 2008: Cinzia Forte, Priscille Laplace, Damiana Pinti, Alberto Rinaldi, Aldo Caputo – Orchestra & Chorus of the Opéra Royal de Wallonie, Giovanni Antonini – ( Dynamic )

## Lectură în continuare
- Anderson, James, Dicționarul complet de operă și operetă, Wings Books, 1993ISBN: 0-517-09156-9

## linkuri externe
- Materiale media legate de Căsătoria secretă la Wikimedia Commons
- Il matrimonio segreto: Scores at the International Music Score Library Project
- Libretto

Format:Domenico Cimarosa